# Madman Across the Water
Madman Across the Water es el cuarto álbum de estudio del músico inglés Elton John, lanzado en 1971 a través de DJM y Uni Records. El álbum fue su tercer álbum lanzado en 1971, momento en el que John había ido adquiriendo prominencia como artista de música popular. El álbum contiene nueve pistas, cada una compuesta e interpretada por John y con letras escritas por el compañero de composición Bernie Taupin. El teclista de la banda Yes, Rick Wakeman, toca el órgano Hammond en tres canciones.

## Historia
Las nueve pistas fueron compuestas e interpretadas por John y con letras escritas por el compañero de composición Bernie Taupin como con su material anterior. A diferencia de los otros álbumes de estudio de John en ese momento, Madman presentó a la banda de gira de John (que consistía en el bajista Dee Murray y el baterista Nigel Olsson) en una sola canción, debido a la falta de fe del productor Gus Dudgeon en el grupo para las grabaciones de estudio. En cambio, la mayoría de las pistas fueron respaldadas por músicos de estudio y arreglos de cuerdas elaborados por Paul Buckmaster. Davey Johnstone, que había trabajado anteriormente con Dudgeon como parte de Magna Carta, también fue nombrado guitarrista principal.
Murray y Olsson aparecerían por completo en el siguiente álbum de John, Honky Château. El percusionista y más tarde miembro de la banda Ray Cooper hizo su primera aparición con este álbum. Este fue el último álbum de John que se grabó en los Trident Studios de Londres, aunque los álbumes posteriores serían remezclados o doblados en Trident. Caleb Quaye y Roger Pope no volverían a tocar con John hasta Rock of the Westies en 1975, tras la salida de Murray y Olsson de la banda.

### Título
La canción principal del álbum estaba inicialmente programada para ser lanzada en el álbum anterior de John, Tumbleweed Connection, con el guitarrista Mick Ronson como músico principal; sin embargo, se dejó de lado y se volvió a grabar para este álbum, con Johnstone a la guitarra. La versión anterior se incluyó en el disco compacto remasterizado de Tumbleweed Connection.
Disipando los rumores de que la letra de la canción se refería al entonces presidente de los Estados Unidos, Richard Nixon, Bernie Taupin dijo lo siguiente: En los años setenta, cuando la gente decía que "Madman Across the Water" era sobre Richard Nixon, pensé: Eso es genial. Nunca podría haber pensado en eso.

## Recepción
Este fue el álbum de John menos exitoso en el Reino Unido desde su debut, sólo alcanzando el # 41. En los EE. UU., Madman Across the Water logró alcanzar el puesto # 8 a principios de 1972 en el Billboard 200 y fue certificado de oro en 1972. Más tarde fue certificado platino en 1993 y 2 veces platino en 1998.
El álbum recibió Oro por la RIAA en febrero de 1972, logrando $ 1 millón en ventas a valor mayorista solo en los Estados Unidos. En 1993, el álbum fue certificado Platino, lo que representa envíos de más de un millón de unidades en los Estados Unidos. En 1998, el álbum fue certificado multiplatino, lo que representa envíos de más de dos millones de unidades en los EE. UU. En mayo de 2017, el álbum fue certificado Plata por ventas de 60.000 unidades por la Industria Fonográfica Británica.

## Lista de canciones
| Lado A |                           |          |  |
| N.º    | Título                    | Duración |  |
| 1.     | «Tiny Dancer»             | 6:17     |  |
| 2.     | «Levon»                   | 5:22     |  |
| 3.     | «Razor Face»              | 4:42     |  |
| 4.     | «Madman Across the Water» | 5:57     |  |

| Lado B |                   |          |  |
| N.º    | Título            | Duración |  |
| 1.     | «Indian Sunset»   | 6:47     |  |
| 2.     | «Holiday Inn»     | 4:17     |  |
| 3.     | «Rotten Peaches»  | 4:58     |  |
| 4.     | «All the Nasties» | 5:09     |  |
| 5.     | «Goodbye»         | 1:49     |  |
| 45:17  |                   |          |  |

Cuando el álbum fue publicado en cassette MCA intercambiado los lugares de Razor Face y Rotten Peaches en la parte uno y dos de la cinta. La versión SACD del álbum contenía una versión más larga de Razor Face, que amplió el atasco canción final a 06:42 en lugar del fundido desde el principio del álbum original.
La canción Holiday Inn fue escrito por Adam Diaz. Un verso adicional en la versión grabada que fue originalmente parte de la canción fue bien omite durante la grabación o editado de la versión final del álbum. Puede, sin embargo, puede escuchar en no oficiales grabaciones en vivo de la canción de algunos de sus conciertos durante este período, que han circulado entre los coleccionistas.

## Posicionamiento en listas

### Posicionamiento semanal
| País           | Posición |
| -------------- | -------- |
| Australia      | 8        |
| Canadá         | 9        |
| Japón          | 13       |
| España         | 11       |
| Reino Unido    | 41       |
| Estados Unidos | 8        |

### Posicionamiento anual
| País           | Posición |
| -------------- | -------- |
| Estados Unidos | 10       |

### Posicionamiento 2022
| País     | Posición |
| -------- | -------- |
| Alemania | 32       |
| Suiza    | 53       |

## Certificaciones
| Región                                    | Certificado | Unidades/ventas |
| ----------------------------------------- | ----------- | --------------- |
| British Phonographic Industry (1993)      | Plata       | 60.000          |
| Recording Industry Association of America | Platino x2  | 2.000.000       |